# Arnebia speciosa
Arnebia speciosa là loài thực vật có hoa trong họ Mồ hôi. Loài này được Aitch. & Hemsl. mô tả khoa học đầu tiên năm 1881.